# Wilhelm Totok
Wilhelm Totok (* 12. September 1921 in Groß-St.-Nikolaus im Banat; † 2. Mai 2017 in Leverkusen) war ein deutscher  Bibliothekar. Er wirkte unter anderem als Bibliotheksdirektor in Hannover.

## Leben
Wilhelm Totok wurde als ältester Sohn des Kaufmanns Andreas Totok und dessen Ehefrau Luisa Totok, geborene Loch, im Banat geboren. Da dieser Landesteil des alten Österreich-Ungarn nach dem Ersten Weltkrieg an Rumänien gefallen war, wuchs er dreisprachig auf: Ungarisch vom Vater her, Deutsch von der Mutter, Rumänisch als Staatssprache. Die Eltern schickten ihn auf eine deutschsprachige Schule in der Banater Hauptstadt Temeschwar, wo er seine Schulzeit 1940 auf dem Gymnasium mit dem staatlich-rumänischen Abitur abschloss. Totok studierte an den Universitäten Marburg und Wien Germanistik, Klassische Philologie, Geschichte und Philosophie. Nach Staatsexamen und Promotion 1948 zum Doktor der Philosophie war er ab 1949 Bibliothekar in Frankfurt am Main (ab 1951 an der Deutschen Bibliothek) und ab 1957 als Bibliotheksrat an der Universitätsbibliothek Marburg. Von 1962 bis zu seinem Ruhestand 1986 war Totok Direktor der Direktor der Niedersächsischen Landesbibliothek in Hannover.
Totok war von 1973 bis 1975 1. Vorsitzender des Vereins Deutscher Bibliothekare (VDB) und von 1977 bis 1980 1. Vorsitzender des Deutschen Bibliotheksverbands (DBV).
Weithin bekannt geworden ist Totok als Bibliograph durch das von ihm begründete Handbuch der bibliographischen Nachschlagewerke, welches 1953 in 1. Auflage erschien und bis 1985 in 6 Auflagen herauskam, sowie durch das umfangreiche Handbuch der Geschichte der Philosophie (6 Bände, 1964–1990), das als Standardwerk seit 1997 in zweiter, neu bearbeiteter Auflage erscheint. Er war zudem Mitherausgeber der Studia Leibnitiana.
Eine Festschrift zu Totoks Ehren wurde im Jahre 1986 unter dem Titel Bibliotheken im Dienste der Wissenschaft veröffentlicht, die auch ein Schriftenverzeichnis enthält. Er war Träger des Bundesverdienstkreuzes am Bande und des Verdienstkreuzes des Niedersächsischen Verdienstordens 1. Klasse.
Wilhelm Totok war katholisch und verheiratet mit Ursula Totok, geborene Fricke.

## Veröffentlichungen (Auswahl)
- Das Problem der Theodizee in der deutschen Gedankenlyrik der Aufklärung. Dissertation Marburg 1948.
- als Hrsg.: Handbuch der Geschichte der Philosophie. Klostermann, Frankfurt am Main.
  - Band 1. Altertum: Indische, chinesische, griechisch-römische Philosophie. Unter Mitarb. von Horst-Dieter Finke und Helmut Schröer. 2., völlig neu bearb. und erw. Auflage. 1997, ISBN 3-465-02871-6.
  - Band 2. Mittelalter. Unter Mitarb. von Hiltraut Heiderich und Helmut Schröer. 1973, ISBN 3-465-00985-1.
  - Band 3. Renaissance. Unter Mitarb. von Erwin Schadel, Hans-Peter Schramm und Helmut Schröer. 1980, ISBN 3-465-00989-4.
  - Band 4. Frühe Neuzeit. 17. Jahrhundert. Unter Mitarb. von Erwin Schadel, Ingrid Dietsch und Helmut Schöer. 1981, ISBN 3-465-00991-6.
  - Band 5. Bibliographie des 18. und 19. Jahrhundert. Unter Mitarb. von Horst-Dieter Finke, Hans-Henner Hackstein, Helmut Schröer und Ingrid Dietrich. 1986, ISBN 3-465-01665-3.
  - Band 6. Bibliographie 20. Jahrhundert. Unter Mitarb. von Horst-Dieter Finke, Hans-Henner Hackstein und Helmut Schröer. 1990, ISBN 3-465-01883-4.
- als Hrsg. mit Rolf Weitzel: Handbuch der bibliographischen Nachschlagewerke. 2. Auflage. Klostermann, Frankfurt am Main 1959
  - Band 1: Allgemeinbibliographien und allgemeine Nachschlagewerke. 6. Auflage. 1984, ISBN 3-465-01592-4.
  - Band 2: Fachbibliographien und fachbezogene Nachschlagewerke. 6. Auflage. 1985, ISBN 3-465-01594-0.
- als Hrsg. mit Karl-Heinz Weimann: Die Niedersächsische Landesbibliothek. Klostermann, Frankfurt am Main 1976, ISBN 3-465-01154-6.